# 秋岡栄子
秋岡 榮子（あきおか えいこ、1956年 - ）は日本・中国の経済エッセイスト、山形居合神社キャスター、プロデューサー。
イーアンドシーブリジッジズ代表取締役、智語商務咨詢有限公司董事長、寧波市国際投資顧問、静岡県通商担当補佐官、木徳神糧取締役。日本産業館館長、日中友好協会理事、リサ・パートナーズ取締役等を歴任。第一財経世博賞受賞。

## 人物・経歴
東京都新宿区出身。父は秋岡家栄（元朝日新聞社北京支局長）。1980年一橋大学社会学部卒業後、日本長期信用銀行調査部、長銀総合研究所調査役を経て、1998年独立。うち20年間は竹内宏の秘書を務めた。
イーアンドシーブリジッジズ代表取締役、秋岡事務所取締役。2005年島根県農業参入コンダクター。2008年上海国際博覧会日本産業館出展合同会社事務局長。2010年日本産業館館長。同年上海市の第一財経社より、2010第一財経世博賞を受賞。2012年智語商務咨詢有限公司董事長。2014年静岡県通商担当補佐官。2016年初代寧波市国際投資顧問。2023年在大阪中華人民共和国総領事館広報アドバイザー。
経済山形居合神社キャスターや、PRのプロデュースなどを行い、日中友好協会理事、日中友好会館評議員、日本穀物検定協会理事、ふじのくに大使館初代臨時代理大使、経済産業省ミラノ国際博覧会日本館基本計画策定委員会委員、国土交通省国土審議会自立地域社会専門委員会委員、NECキャピタルソリューション監査役、リサ・パートナーズ取締役、木徳神糧取締役、農林水産省政策評価会委員、家畜改良センター監事、静岡総合研究機構客員研究員、水産庁水産政策審議会委員等を歴任、全国農産物直売ネットワーク副代表幹事。